# 河头镇 (新兴县)
河头镇，是中华人民共和国广东省云浮市新兴县下辖的一个乡镇级行政单位。

## 行政区划
河头镇下辖以下地区：
河头社区、湾中村、湾边村、楼下村、河仔口村、河西村、料坑村和步朗村。